# Conrad Quensel (Naturforscher)
Conrad Quensel (* 10. Dezember 1767 in Schonen; † 22. August 1806 auf Schloss Karlberg in Stockholm) war ein schwedischer Naturforscher. Er war Enkel des Astronomen Conrad Quensel.

## Leben
Quensel war der Sohn von Jacob Quensel (1724–1802) und Ulrika Bened. (geborene Billberg) und hatte zwei jüngere Bruder Isak Johan Quensel (1776–1837) und Eberhard Quensel (1782–1859). Er wurde 1783 Student an der Universität Lund, legte dort 1787 sein philosophisches Magisterexamen ab. In Den Jahren 1789 und 1791 unternahm er Studienreisen nach Lappland, wo er mehrere neue Insektenarten, wie unbekannte Gras- und Perlenschmetterlinge beschrieb. Geldgeber für die zweite Expedition war Gustaf von Paykull. Eine Insektenart, Bombyx Quenseliana, wurde nach ihm benannt. Ab 1791 war er Angestellter des botanischen Gartens an der Universität Uppsala, ab 1797 Doktor der Medizin und nach 1798 Intendant des Naturkabinetts an der Wissenschaftsakademie in Stockholm. Durch seine Anstrengungen konnte die Sammlung erheblich erweitert werden. Er erstellte einen Katalog des Bestandes und sorgte für den Austausch von Duplikaten mit den Universitäten in Uppsala, Turku und Lund. Zudem ermunterte er die Mitglieder der Akademie eigene Materielien zu spenden. Er selbst besaß eine große entomologische Sammlung. Zudem nahm er an elektrochemischen Experimenten teil, die von Jöns Jakob Berzelius, Anders Ludvig Hedenberg (1781–1809) und anderen Mitgliedern der Galvanischen Gesellschaft durchgeführt wurden.
Später wurde er Lehrer für Chemie und Naturgeschichte an der Militärschule auf Schloss Karlberg, wo er 1805 den Professorentitel erhielt. Auch als Lepidopterologe machte er sich einen Namen.

## Schriften (Auswahl)
Quensel verfasste den größten Teil des Textes der ersten vier Bände des Tafelwerkes Svensk Botanik (1802–1843) mit Kupferstichen von Johan Wilhelm Palmstruch. Er schrieb auch den Text zum ersten Band von Svensk Zoologi (1806–1809).
- Utkast till elefantens naturalhistoria. mit Kupfertafeln und Zeichnungen von Johan Wilhelm Palmstruch. Carl Delén, Stockholm 1804 (runeberg.org).